# František Boček
František Boček was een Tsjechisch motorcoureur.
Hij werkte voor Jawa en CZ, die nauw samenwerkten en in feite één team vormden. Na de dood van Stanislav Malina in 1964 werd Boček teamleider, maar hij nam aan veel minder internationale races deel dan landgenoten als Gustav Havel en František Šťastný. Tijdens de Grand Prix van Tsjecho-Slowakije van 1969 kwam hij in de 350cc-race in botsing met Herbert Denzler en János Drapál. Allen werden naar het ziekenhuis gebracht, maar Boček, die een muurtje had geraakt, overleed de volgende dag (21 juli) aan zijn verwondingen.

## Wereldkampioenschap wegrace resultaten
| Jaar | Klasse | Team    | Motorfiets | 1     | 2     | 3     | 4      | 5       | 6     | 7     | 8       | 9     | 10    | 11    | 12      | 13    | Punten | Plaats | Overwinningen                      | Wereldkampioen              |
| ---- | ------ | ------- | ---------- | ----- | ----- | ----- | ------ | ------- | ----- | ----- | ------- | ----- | ----- | ----- | ------- | ----- | ------ | ------ | ---------------------------------- | --------------------------- |
| 1965 | 125 cc | Jawa/CZ | CZ 125     | VST - | DUI - | SPA - | FRA -  | IOM DNF | NED - |       | DDR -   | TSL 6 | ULS - | FIN - | NAT -   | JAP - | 1      | 24e    | 0                                  | Hugh Anderson, Suzuki RT 65 |
| 1965 | 350 cc | Jawa/CZ | Jawa 350   |       | DUI - |       |        | IOM DNF | NED - |       | DDR 5   | TSL - | ULS - | FIN 3 | NAT DNF | JAP - | 6      | 11e    | 0                                  | Jim Redman, Honda 2RC 172   |
| 1966 | 350 cc | Jawa/CZ | CZ 350     |       | DUI 6 | FRA - | NED 14 |         | DDR - | TSL - | FIN DNF | ULS - | IOM 5 | NAT 8 | JAP -   |       | 3      | 22e    | 0                                  | Mike Hailwood, Honda RC 173 |
| 1969 | 350 cc | Jawa/CZ | Jawa 350   | SPA - | DUI - |       | IOM -  | NED -   |       | DDR - | TSL (†) | FIN - | ULS - | NAT - | ADR -   | 0     | -      | 0      | Giacomo Agostini, MV Agusta 350 3C |                             |